# Azilises

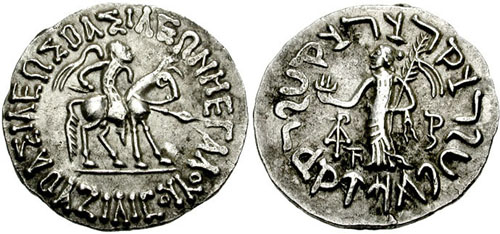
Moneda d'Azilises.

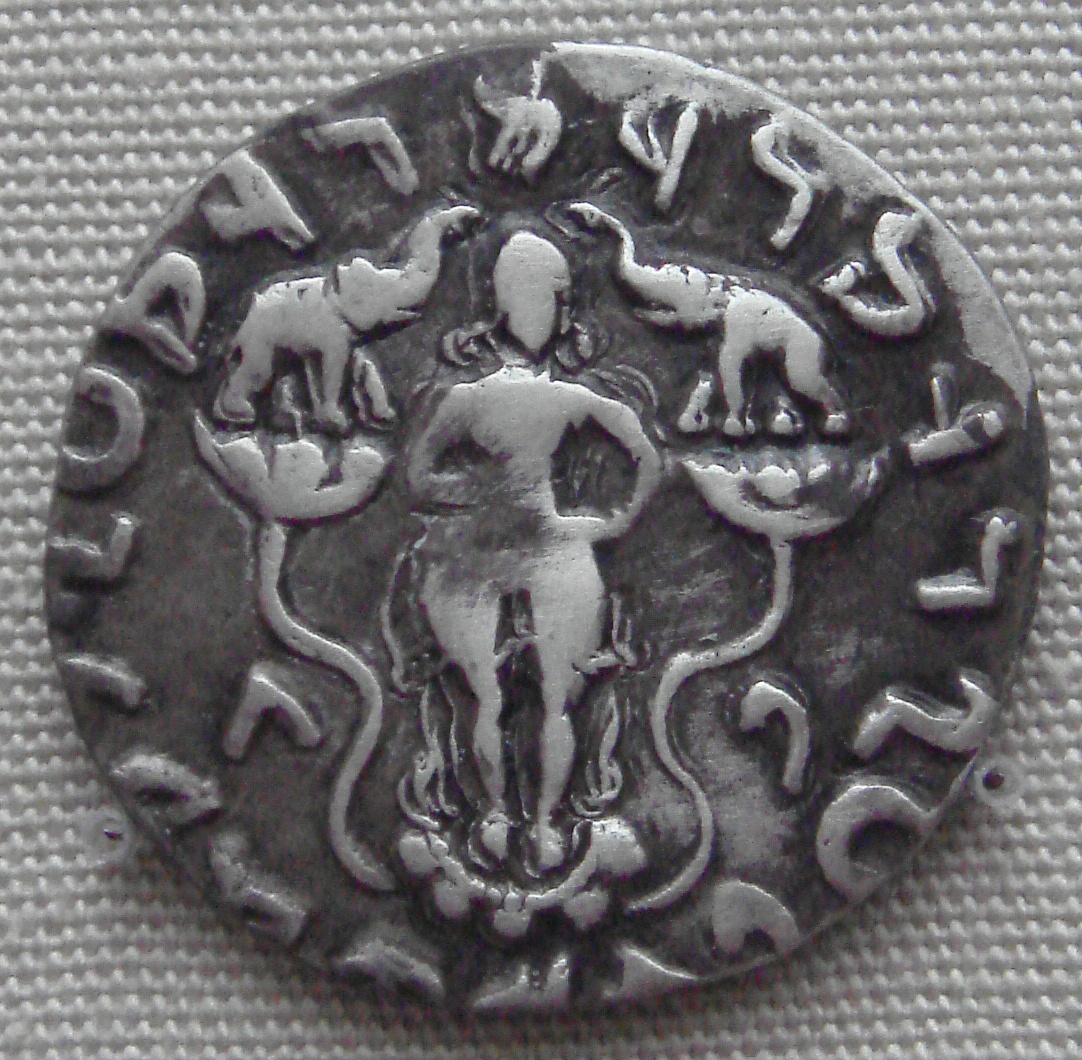
Moneda d'Azilises.

Azilises fou un rei indoescita. Va succeir a Azes I i regnava a Gandhara a la vall de l'Indus al final del segle i aC i potser encara al començament del segle i dC.
Azilises va utilitzar algunes monedes en les que apareix junt amb Azes I, figurant Azes al davant como "Gran rei de reis" i Azilises al darrers en la part en kharosthi (Maharajasa rajarajasa mahatasa Ayilisasa = el gran rei de reis el gran Azilises). Algunes monedes d'Azes I s'observa que foren reutilitzades per Azilises inscrivint el seu nom sota del de l'anterior sobirà. No es coneix per altra cosa que les monedes i fins i tot alguns suggereixen que fou no un rei particular sinó associat a Azes I, però la prova de les monedes no permet arribar a aquesta conclusió, ja que Azilises també va emetre monedes en solitari a les mateixes fàbriques que Azes. Un moneda es va trobar junt amb un denari d'August fabricat entre el 2 i el 14, el que situaria a Azilises en aquesta època. Tradicionalment se suposa que el va succeir Azes II, si bé això ara està en qüestió.